# Anna Krejčíková
Anna Krejčíková (1886. június 12. – 1964. november 5.) cseh származású nő, akit a történészek és genealógusok gyakran I. Róbert pármai herceg (1848–1907) házasságon kívüli gyermekeként tartanak számon. Bár hivatalosan sosem ismerték el, a családi körökben és bizonyos dokumentumokban megerősítették származását.

## Élete
Anna 1886. június 12-én született Prágában, a történészek szerint I. Róbert pármai herceg és egy helyi kereskedő, Maria Albertina Řeháková kapcsolatából. A Frohsdorfban fennmaradt, 1888-ból származó kézzel írott dedikáció, melyet a herceg „szeretett Annámnak” írt, egyes kutatók szerint megerősíti e kapcsolatot.

## Házassága és leszármazottai
Anna feleségül ment František Egert (1880–?), cseh származású kereskedőhöz. Házasságukból egy fiú született: Václav Egert (1910–1992), akit egyes családtörténeti források I. Róbert herceg egyetlen ismert unokájaként említenek, a házasságon kívüli vonalon keresztül.

## Halála
Anna Krejčíková 1964. november 5-én hunyt el, életének 78. évében. Halálának pontos helyszíne nem ismert, de valószínűleg Csehország területén történt.

## Képek
|

## Kapcsolódó lapok
- I. Róbert pármai herceg
- Bourbon–Parmai-ház
- Václav Egert